# Rellen in Rotterdam 1999
De Rellen in Rotterdam 1999 waren rellen en gevechten in Rotterdam tussen Nederlandse politie-eenheden en hooligans op 25 april 1999.
Feyenoord won het landskampioenschap van 1999 op 25 april nadat ze gelijk speelden tegen NAC Breda met 2-2.
250.000 mensen vierden feest op de Coolsingel. Zo'n 100 tot 150 jongeren en hooligans raakten slaags met de politie op het Stadhuisplein. Vlak daarna werden winkels en eigendommen beschadigd tijdens grootschalige plunderingen, waarbij de ramen van 93 winkels kapot werden geslagen.
De Mobiele Eenheid gebruikte waterkanonnen om de menigte uiteen te jagen. Agenten moesten ook het vuur openen, waarbij vier hooligans werden geraakt. In totaal waren er 16 gewonden en 80 arrestaties. Er werd vermoed dat hooligans terugschoten naar de politie.
Dit was een van de ernstige hooliganincidenten ooit in Nederland.

## Nasleep
De schade als gevolg van het geweld bedroeg 10 miljoen gulden. Vier personen werden in ziekenhuizen opgenomen, inclusief een Feyenoord supporter die in de buik werd geschoten. Later werd gerapporteerd dat de hooligans opportunistisch waren en slechts losse contacten hadden met de voetbalclub.
De rellen waren na de Slag bij Beverwijk weer een negatieve gebeurtenis in de aanloop van UEFA Euro 2000, alsmede de rellen tijdens de KNVB-bekerfinale in 1998 tussen supporters van Ajax, PSV en Feyenoord. Ook was er een vriendschappelijke wedstrijd tussen Nederland en Marokko in Arnhem op 21 april 1999 waarbij Marokkaanse fans het veld bestormden en in de stad Rotterdam vernielingen werden aangebracht.
Bild, een Duitse krant, publiceerde een artikel met de titel "Is Holland safe enough for Euro 2000?"